# Franko Kaštropil
Franko Kaštropil (Split, 8. ožujka 1984.) je hrvatski profesionalni košarkaš. Igra na poziciji centra

## Karijera
Kaštropil je karijeru započeo u Solinu, da bi 2002. prešao u Split CO. Te godine je osvojio i zlatnu medalju u dresu hrvatske juniorske reprezentacijena Europskom prvenstvu. U prvoj je sezoni u Splitu osvojio naslov prvaka Hrvatske, a godinu kasnije sa splitskim je žutima' osvojio i Kup Krešimira Ćosića, te je igrao u ULEB kupu. Za Split CO je u sezoni 2004./05. igrao prosječno 21 i pol minutu u NLB ligi, te ubacivao 6,7 koševa (58% za 2, 36% sl. bacanja) uz 5,6 skokova, dok je sezonu kasnije za 19 minuta na parketu postizao 5,8 koševa (51% za 2, 49% sl. bacanja) uz 6,6 skokova.
Nakon prelaska u Cibonu 2006./07. nije se uspio nametnuti treneru i imao je skromnu minutažu. U sezoni 2007./08. u NLB ligi odigrao je 16 utakmica uz skromnih 9 minuta u igri za kojih je ubacivao 4,8 koševa (75% za 2, 46 % sl. bacanja ) uz 3,1 skok, a u Euroligi je nastupio na 8 utakmica, te za 9 minuta postizao 1,6 koševa (56 % za 2, 60 % sl. bacanja) uz 2,5 skokova. U ljeto 2008. prelazi u redove Cedevite Zagreb, kako bi ponovo vratio svojim odličnim igrama koje je pružao u Splitu. U ljeto 2011. potpisuje za KK Zadar gdje je u 30 utakmica A1 lige postigao 5.9 koševa i 5.4 skoka. U Prosincu 2011. se seli u drugoligaša, KK Jazine Zadar no ubrzo nakon toga se vraća u KK Zadar. Sezonu 2012-2013 ponovno provodi u dresu KK Zadra kada u 24 utakmice ABA lige postiže 10.5 koševa, 5.9 skokova i 1.2 asistencije, te iste sezone igra za KK Jazine Zadar i postiže 7.2 koša i 4.8 skokova u 17 utakmica A2 lige. U ljeto 2013. seli se u HKK Siroki gdje u 15 utakmica ABA lige bilježi 5.8 koševa i 4.9 skoka. Na dan 16.01.2014 sporazumno raskida ugovor s HKK Sirokim.